# کمال حسن علی
کمال حسن علی (۱۸ سپتامبر ۱۹۲۱ – ۲۷ مارس ۱۹۹۳) یک سیاست‌مدار و دیپلمات اهل مصر بود.